# An Angelic Attitude
An Angelic Attitude è un cortometraggio muto del 1916 scritto, diretto e interpretato da Tom Mix. Sceneggiato da Edwin R. Coffin e prodotto dalla Selig, il film, una commedia di genere western, aveva come altri interpreti Victoria Forde e Joe Ryan.

## Trama
Pa diventa sempre più irritabile e litiga in continuazione con Tom e gli altri cowboy del ranch. Quando, però, arriva una giovane artista che vuole dipingere dei paesaggi, il suo carattere si addolcisce. Le cose riprendono però a peggiorare quando Pa e Tom diventano rivali, mettendosi a corteggiare entrambi la ragazza. Lei si innamora del figlio, ma le interferenze del padre diventano impossibili. Grace, che vuole dipingere un quadre, convince Pa a farsi legare al ramo di un albero come un angelo che sbatte le ali per aria. Con il padre fuori gioco, i due giovani possono scappare a gambe levate per andare a sposarsi in pace.

## Produzione
Il film fu prodotto dalla Selig Polyscope Company.

## Distribuzione
Distribuito dalla General Film Company, il film - un cortometraggio in una bobina - uscì nelle sale cinematografiche statunitensi il 5 agosto 1916.
Il film, rimasterizzato, è stato commercializzato in DVD.